# Raúl Riganti
Raúl Riganti (ur. 2 lutego 1893 roku w Buenos Aires, zm. 1 października 1970 roku w Buenos Aires) – argentyński kierowca wyścigowy.

## Kariera
W swojej karierze wyścigowej Riganti poświęcił się startom w Stanach Zjednoczonych, w mistrzostwach AAA Championship Car oraz w Argentynie. Wystartował w trzech wyścigach Indianapolis 500 (w 1923, 1933 oraz 1940), spośród których raz udało mu się osiągnąć linię mety. W 1933 uplasował się na czternastej pozycji. W Argentynie startował głównie w wyścigach długodystansowych. W 1926 zwyciężył w 500 Mile of Rafaela.